# Chi Eta Phi
Chi Eta Phi Sorority, Inc (ΧΗΦ) ist eine internationale Non-Profit-Organisation für registrierte Pflegekräfte und Pflegestudenten, die eine Vielzahl verschiedener Kulturen und Ethnien repräsentiert. Die Sorority (dt. Schwesternschaft) hat mehr als 8000 Mitglieder in den Vereinigten Staaten von Amerika, im District of Columbia, auf Saint Thomas, U.S. Virgin Islands und in Monrovia, Liberia.

## Geschichte
Die Chi Eta Phi Sorority, Inc. wurde am 16. Oktober 1932 am Freedman’s Hospital, dem heutigen Krankenhaus der Howard University in Washington, D.C., gegründet. Die Gründung basierte auf der damaligen Situation der afroamerikanischen Krankenschwestern, deren Arbeitsmöglichkeiten aufgrund ihrer Hautfarbe auf segregierte Einrichtungen und Krankenhäuser beschränkt war, sowie auf untergeordnete Positionen, in denen es kaum eine Möglichkeit gab sich professionell weiterzuentwickeln.
Die Gründungsgruppe Alpha wurde von Ailene Carrington Ewell mit Hilfe der sogenannten „12 Juwelen“ gegründet und organisiert. Dies Schwestern waren alle schwarz: Clara E. Beverly, Lillian Mosely Boswell, Gladys Louise Catchings, Bessie Foster Cephas, Henrietta Smith Chisholm, Susan Elizabeth Freeman, Ruth Turner Garrett, Olivia Larkins Howard, Mildred Wood Lucas, Clara Belle Royster, and Katherine Chandler Turner.

## Programme
Die Organisation hat verschiedene Programme für Gesundheitsförderung, Krankheitsprävention, Entwicklung von Führungskräften, Mentorenprogramme, Rekrutierung und Stipendien. Diese Programme beinhalten nationale, regionale und lokale Konferenzen und Workshops; Gesundheitsschutzprogramme in verschiedenen Communities, Veranstaltungen zu weiterführender Fortbildung sowie der Gewinnung und Stärkung des akademischen Nachwuchses, außerdem werden herausragende Pflegekräfte geehrt.
Chi Eta Phi unterhält Beziehungen mit einer Reihe anderer öffentlicher, professioneller und lehrender Gruppen, darunter die American Nurses Association, das National Council of Negro Women, der United Negro College Fund, die National Association for the Advancement of Colored People, die Sickle Cell Disease Association of America, die American Cancer Society, das National Cancer Institute und das National Institute on Drug Abuse. Die Sorority wendet sich an Frauen und Männer.

### Veröffentlichungen (Auszug)
Chi Eta Phi veröffentlicht eine Reihe von Publikationen:
- Chi Line, Nationaler Newsletter (halbjährlich)
- Glowing Lamp, Journal of Chi Eta Phi Sorority (jährliches, peer-reviewtes, wissenschaftsbasiertes Forschungsjournal)
- Mary Eliza Mahoney, America's First Black Professional Nurse
- The Nurse in the Kitchen

## Gruppen
Die bereits registrierten (Alpha) und noch studierenden (Beta) Gruppen sind nach geographischer Lage in fünf Regionen aufgeteilt. Es gibt über 100 Alpha-Gruppen und 41 Beta-Gruppen in 33 Staaten. Die Mitgliedschaft erfolgt auf Einladung und ist aktiv und ehrenamtlich.